# Sergio Esteban Vélez
Sergio Esteban Vélez, teljes nevén Sergio Esteban Vélez Peláez (1983–)  kolumbiai író, újságíró, költő és politikai aktivista. Jelenleg Kanadában él.

## Művei
- Destellos nocturnos, Esparta, Medellín, 1996
- Entre el fuego, Calíope, Medellín, 1998
- Sinfonía mística, Medellín, 1999
- Urdimbre bajo la piel, C y J, Medellín, 2005
- Estancias cerradas, Mefisto, Bogotá, 2006
- Historia cóncava
- Para expandir el aura, antologia
- El Color en el Arte Moderno Colombiano, Colorquímica, 2007
- David Manzur, en sus propias palabras, Universidad de Antioquia, 2008
- Linaje, vida y descendencia del presidente de Antioquia don Luciano Restrepo, 2001
- Maestro de maestros, Luis Uribe Bueno
- La familia Restrepo Callejas y su notable descendencia
- La Iglesia contra el nazismo y otros ensayos

## Díjak
- Irodalmi Nacional-díj
- Premio al Humanismo Integral